# پسیان (عجب‌شیر)
پسیان یکی از روستاهای استان آذربایجان شرقی است که در دهستان خضرلو بخش مرکزی شهرستان عجب‌شیر واقع شده‌است.
جمعیت این روستا بر پایهٔ نتایج سرشماری عمومی نفوس و مسکن سال ۱۳۸۵ خورشیدی، برابر با ۵۵۶ نفر بوده‌است.از جمله افراد مشهور این خطه می توان به کلنل محمد تقی خان پسیان  به عنوان اولین خلبان ایران اشاره کرد از دیگر  برجسته گیهای روستای پسیان می توان به سطح بالای علمی جوانان ای روستا اشاره کرد به طوری که نسبت به جمعیت فعلی آن هم اکنون6 نفر دارای مدرک دکترا از دانشگاههای معتبر کشور و همچنین دانشگاههای خارجی می باشد که در این زمینه رتبه اول شهرستان عجب شیر را دارا می باشد هم چنین بر اساس آمار منتشر شده نرخ بیکاری جوانان این روستا صفر درصد بوده که ازاین لحاظ نیز رتبه اول شهرستان را به خود اختصاص داده است   